# 榆原站
榆原站（日语：／ Nirehara eki */?）是隸屬於西日本旅客鐵道（JR西日本）高山本線的鐵路車站，座落於富山縣富山市，現時只停靠普通列車。

## 車站結構

### 站房
建有單層木板站房一座，為第二代站房，於1987年12月開始興建，1989年3月14日隨時間表改正時正式投入使用，以替代已老化及過大的首代站房。新站房佔地只有約首代站房的三分之一，只有50.1平方米。正中央為貫通式通道，前面為玄關，後方為開放式剪票口；站房左側為候車室，入口設於中央通道內；右側包括有儲物室及男、女洗手間。儲物室入口設於站房後方，現時用作收藏打掃車站的用品為主，至於洗手間則設於最外側，獨立男、女洗手間分別設於前方及後方。
通過後可沿有蓋樓梯前往建於路堤上的候車月台。而樓梯旁右側則有一個已被圍封的隧道口，是通往已被棄用的2號月台。
站房外設有一個小型的候車及休憩綜合廣場，稱為「接觸廣場」（ふれあい広場），是為紀念未合併入富山市前的細入村建村百周年所設置的，旁邊設有兩組有蓋單車停泊處及巴士站。
第一代站房

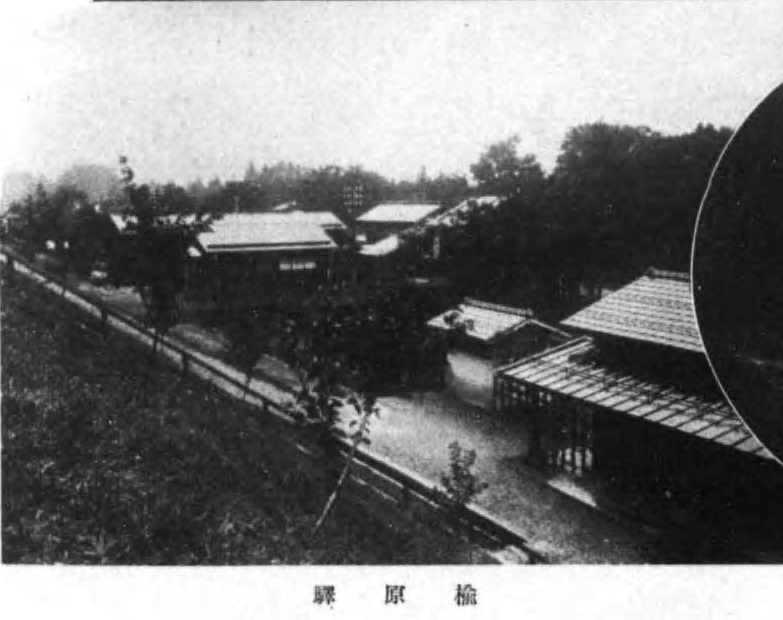
1934年的榆原站。

同樣為以木興建的單層站房，採用典型的國鐵鄉郊式站房設計。

### 月台

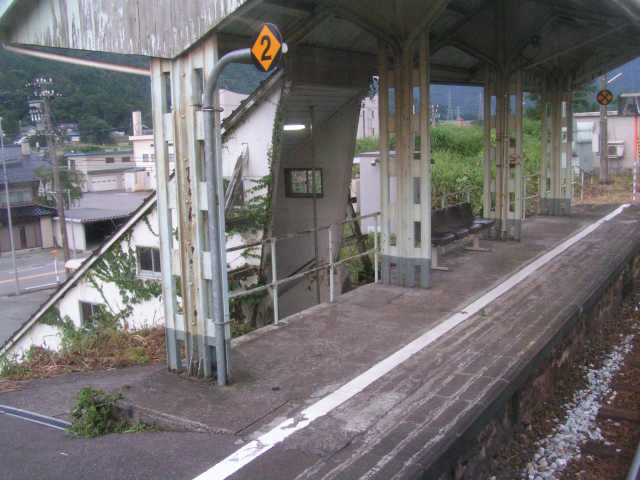
仍在使用的原1號月台（現時並沒有設置月台編號，攝於2006年8月12日）。

原來建有2個側式月台，約長120米，最大可容納6輛編成列車，不過現時所開出的列車，一般只採用1輛或2輛編成的方式行駛（繁忙時間或會派出3輪甚至4輛編成的列車）。又因業務清閒，2002年，遠離月台的2號月台遭棄用，往兩端的轉轍器亦被拆走，連帶本來用作連接用的地下隧道也被圍封。月台及所在段的路軌雖然未有拆去，不過經歷多年，棄用月台已長滿了雜草及其他植物，完全把原有月台和路軌都覆遮着。就算現時使用中的月台，在向富山方向末端、約一節車廂長度的月台也被欄杆所阻隔。
在樓梯頂部的月台及其附近均設有上蓋，旁邊亦建有1座候車小屋，內有簡易式木長櫈。
現時列車無法在此站進行交會。列車靠站時，往豬谷方向為左側上落，往富山方向為右側上落。
| 路線      | 方向 | 目的地   | 備註 |
| --------- | ---- | -------- | ---- |
| ■高山本線 | 上行 | 豬谷方向 |      |
| ■高山本線 | 下行 | 富山方向 |      |

## 歷史

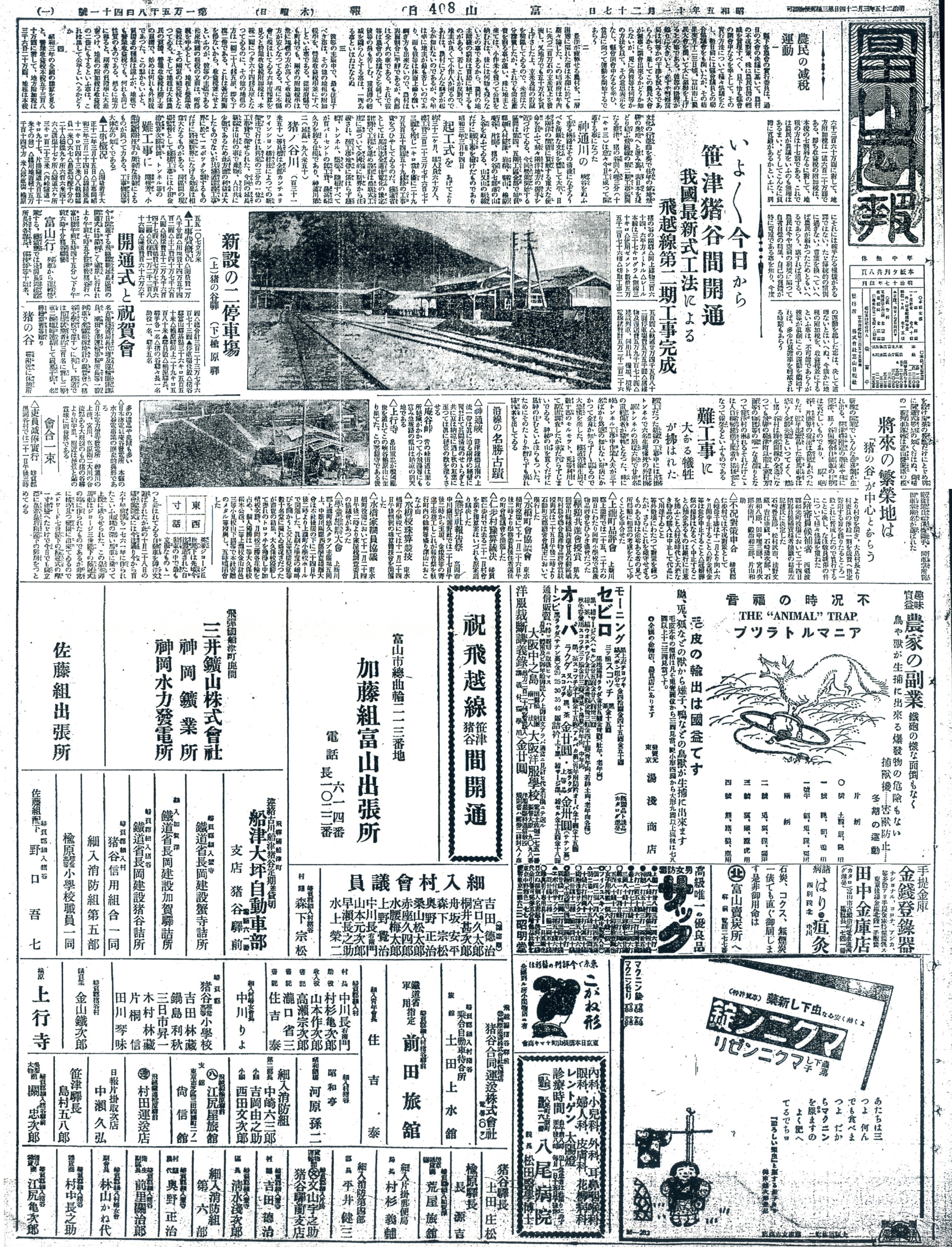
飛越線（高山線前身）笹津站至豬谷站之間開通的新聞。記載了該站啟用時的圖片。

- 1930年11月27日：鐵道省（國鐵）飛越線笹津站至豬谷站之間開通，此站啟用，為一般車站[6][7][8]。
- 1934年11月12日：岐阜站至富山站全線開通，整段改名為高山本線[9][8]。
- 1959年11月1日：結束貨物列車業務[10]，但不包括於專用線出發或到達的車載貨物[10]。
- 1960年8月1日：結束於專用線出發或到達的車載貨物交貨業務[11]。
- 1969年10月1日：結束行李、小行李和於專用線出發或到達的車載貨物起卸業務[12]。同年，此站成為無人車站[4]。
- 1987年：

- 3月31日：復辦只限報紙的行李起卸業務
- 4月1日：伴隨國鐵分割民營化，車站由西日本旅客鐵道（JR西日本）營運。
- 12月：站房重建工程展開，舊站房開始拆毀工程。

- 1989年3月18日：車站大樓重建工程完成。同日於站前舉行了紀念典禮[1]。
- 2002年：原2號月台停用，交會設備被撤去[14]。

## 貨物起卸

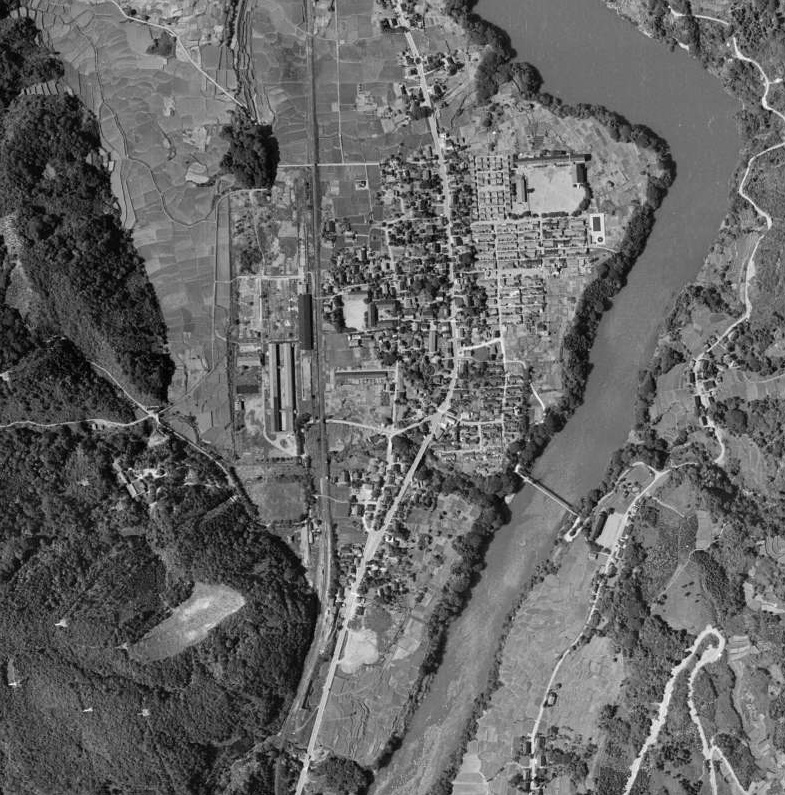
1969年（昭和44年）5月21日拍攝的榆原站周邊航空相片

此站曾經設有貨物起卸業務。1959年11月1日，相關服務縮減為只限在車站內的專用線上進行貨物起卸業務。但這安排持不足一年，在1960年8月1日時廢止。1969年10月1日，行李和小行李的托運也被取消。
在1951年12月15日《鐵道公報》第732號中的「關於專用線一覧（營業局）」別表中，設有以下專用線連接此站：
- 興國人絹木漿線（第三者使用：日本通運。動力：手推。長度：0.3公里）
- 日本發送電線（動力：手推。長度：0.1公里）

在1953年10月10日《鐵道公報》第1254號中的專用線一覧別表中，設有以下專用線連接此站：
- 興國人絹木漿線（第三者使用：日本通運。動力：手推。長度：0.3公里）
- 關西電力線（第三者使用：北陸電力和日本通運。動力：手推。長度：0.1公里）
- 北陸電力線（第三者使用：日本通運。動力：手推。長度：0.1公里）

在1967年7月1日，設有以下專用線連接此站：
- 北陸電力線（二號線）（第三者使用：日本通運。動力：國鐵機車和手推。長度：0.3公里）

在1970年，在由日本國鐵貨物局所編纂的《專用線一覧表 昭和45年10月1日》中，再沒有專用線連接此站。

## 使用狀況
在高山本線JR西日本段內，本站為使用量最低的車站。對比第二低的東八尾站，本站的民居更為集中，數量也比東八尾周邊為多，但是車站位處社區的最南端邊沿，由車站到中心區域（冋榆原郵政局或「昭和天皇行幸紀念碑」）平均要12-15分鐘，不算得十分方便，因此使用量較少。
| 年度 | 1日平均上落人數 | 出處       | 年度 | 1日平均上落人數 | 出處        | 年度 | 1日平均上落人數 | 出處        |
| ---- | --------------- | ---------- | ---- | --------------- | ----------- | ---- | --------------- | ----------- |
| 1995 | 127             | [ 統計 1 ] | 2005 | 54              | [ 統計 1 ]  | 2015 | 35              | [ 統計 2 ]  |
| 1996 | 115             | [ 統計 1 ] | 2006 | 50              | [ 統計 1 ]  | 2016 | 32              | [ 統計 3 ]  |
| 1997 | 100             | [ 統計 1 ] | 2007 | 55              | [ 統計 1 ]  | 2017 | 27              | [ 統計 4 ]  |
| 1998 | 101             | [ 統計 1 ] | 2008 | 52              | [ 統計 1 ]  | 2018 | 30              | [ 統計 5 ]  |
| 1999 | 95              | [ 統計 1 ] | 2009 | 57              | [ 統計 1 ]  | 2019 | 34              | [ 統計 6 ]  |
| 2000 | 87              | [ 統計 1 ] | 2010 | 49              | [ 統計 1 ]  | 2020 | 27              | [ 統計 7 ]  |
| 2001 | 73              | [ 統計 1 ] | 2011 | 54              | [ 統計 1 ]  | 2021 | 25              | [ 統計 8 ]  |
| 2002 | 66              | [ 統計 1 ] | 2012 | 49              | [ 統計 1 ]  | 2022 | 29              | [ 統計 9 ]  |
| 2003 | 63              | [ 統計 1 ] | 2013 | 45              | [ 統計 10 ] | 2023 | 25              | [ 統計 11 ] |
| 2004 | 54              | [ 統計 1 ] | 2014 | 42              | [ 統計 12 ] |      |                 |             |

## 相鄰車站
西日本旅客鐵道
■高山本線
■特急「飛驒」
通過
■普通列車
豬谷－榆原－笹津

### 統計資料
1. 1 2  富山縣統計年鑑，第10章，項目2。
2. ↑  10運輸及び通信 （页面存档备份，存于），第12回 富山市統計書：第144頁。
3. ↑  10運輸及び通信 （页面存档备份，存于），第13回 富山市統計書：第144頁。
4. ↑  10運輸及び通信 （页面存档备份，存于），第14回 富山市統計書：第144頁。
5. ↑  10運輸及び通信 （页面存档备份，存于），第15回 富山市統計書：第128頁。
6. ↑  10運輸及び通信 （页面存档备份，存于），第16回 富山市統計書：第128頁。
7. ↑  10運輸及び通信，第17回 富山市統計書：第126頁。
8. ↑  10運輸及び通信 （页面存档备份，存于），第18回 富山市統計書：第126頁。
9. ↑  10運輸及び通信，第19回 富山市統計書：第138頁。
10. ↑  富山縣統計年鑑 （页面存档备份，存于），第10章，項目10-2。
11. ↑  10運輸及び通信 （页面存档备份，存于），第20回 富山市統計書：第138頁。
12. ↑  10運輸及び通信 （页面存档备份，存于），第11回 富山市統計書：第144頁。

## 外部連結
- JR西日本榆原站 （页面存档备份，存于）（日語）